# Штук, Ханс-Йоахим
Ханс-Йоахи́м «Штри́цель» Штук (нем. Hans-Joachim Stuck, род. 1 января 1951 года, Грайнау) — потомственный немецкий автогонщик, пилот Формулы-1 (1974—1979), двукратный победитель гонки «24 часа Ле-Мана» (1986—1987).

## Биография
Родился в семье легендарного немецкого автогонщика Ханса Штука. К автоспорту он был приобщён ещё в детстве — отец катал его по Нордшляйфе. Здесь же 19-летний Ханс-Йоахим выиграл свою первую крупную гонку — это была первая в истории гонка «24 часа Нюрбургринга». Позднее он возвращался сюда ещё не раз и побеждал в 1998 и 2004, все победы одержав за рулём БМВ. А 1974-м стал вице-чемпионом европейской Формулы-2, что открыло перед ним дорогу в «королевские гонки».
Своё прозвище «Штрицель» Штук получил на крестинах от своей бабушки родом из Силезии, которая посчитала младенца похожим на штрицель, выпечку из дрожжевого теста в форме халы. Также за умение ездить в дождь он получил почётное прозвище «Регенмейстер» («Мастер дождя»).
В 1972 г. вместе с Йохеном Массом он выиграл гонку «24 часа Спа» за рулём «Форд Капри RS2600». В том же году он выиграл и первый чемпионат Deutsche Rennsport Meisterschaft. Позже, в 1974—1975 годы, вместе с Ронни Петерсоном за рулём BMW 3.0 CSL он добивался успехов как в немецком ДРМ, так и за океаном.

## Карьера в Формуле-1
После некоторых успехов в Формуле-2 вместе с «Марч», он переходит в ту же команду в Формуле-1, дебютировав 13 января 1974 года в Гран-при Аргентины. Всего он провёл 81 Гран-при, выступая за «Марч», «Брэбем», «Шэдоу» и «ATS» с 1974 по 1979 годы. Побед не добился, но дважды финишировал на подиуме и заработал в общей сложности 29 очков в чемпионате. Он мог выиграть, лидируя под дождём в Гран-при США 1977 года за рулём Brabham BT45, но сошёл с дистанции из-за аварии, вызванной выпадением передач, после чего его сменил в команде ушедший из Феррари Ники Лауда. Его переход в «Уильямс» так и не состоялся. Высокий (194 см) Штук плохо помещался в тесных, сдвинутых вперёд кокпитах машин Формулы-1, а потому его карьера в Ф1 завершилась.

## Гонки спортивных автомобилей
Штук вернулся в кузовные гонки, и здесь его успехи вновь были куда внушительнее: две победы в престижной гонке «Гуйя» в Макао в 1980 и 1983 гг., титул чемпиона мира в гонках спорткаров 1985 г., две подряд победы в гонке «24 часа Ле-Мана» за рулём «Порше 962» в 1986 и 1987 гг., две победы в гонке «12 часов Себринга» в 1986 и 1988 г.
В 1990 г. он вернулся (после 5 гонок в 1984 г.) в чемпионат ДТМ с заводской командой «Ауди» и сразу стал чемпионом, продолжив выступления в 1991, 1992 и 1996 г. Всего он провёл в ДТМ 89 гонок, одержав 13 побед и 9 раз помимо этого поднимаясь на подиум. В 1997 г. за рулём «Порше 911» категории ГТ2 он одержал победу в «24 часах Ле-Мана» в классе ГТ2.
В 2006 г. Ханс-Йоахим стал спортивным консультантом Volkswagen Motorsport, а в 2008 г. участвовал в гонке «24 часа Нюрбургринга» на двух новых «Фольксваген Сирокко», приведя обе машины в первой дюжине. Также он занимается доводкой дорожных машин и ни разу не отказывал журналистам в откровенных экспертных комментариях и интервью. При этом он и сегодня выходит на старт гонок и садится за руль самой разной техники, — от легковых машин до грузовиков (гоночный тягач MAN Штука прошлой весной привозила на выставку в Москву команда Allgauer). Постоянно Ханс-Йоахим проживает в Австрии. На Гран-при Германии 2013 года вручал приз за 2-е место Кими Райкконену.